# Americký fotbal

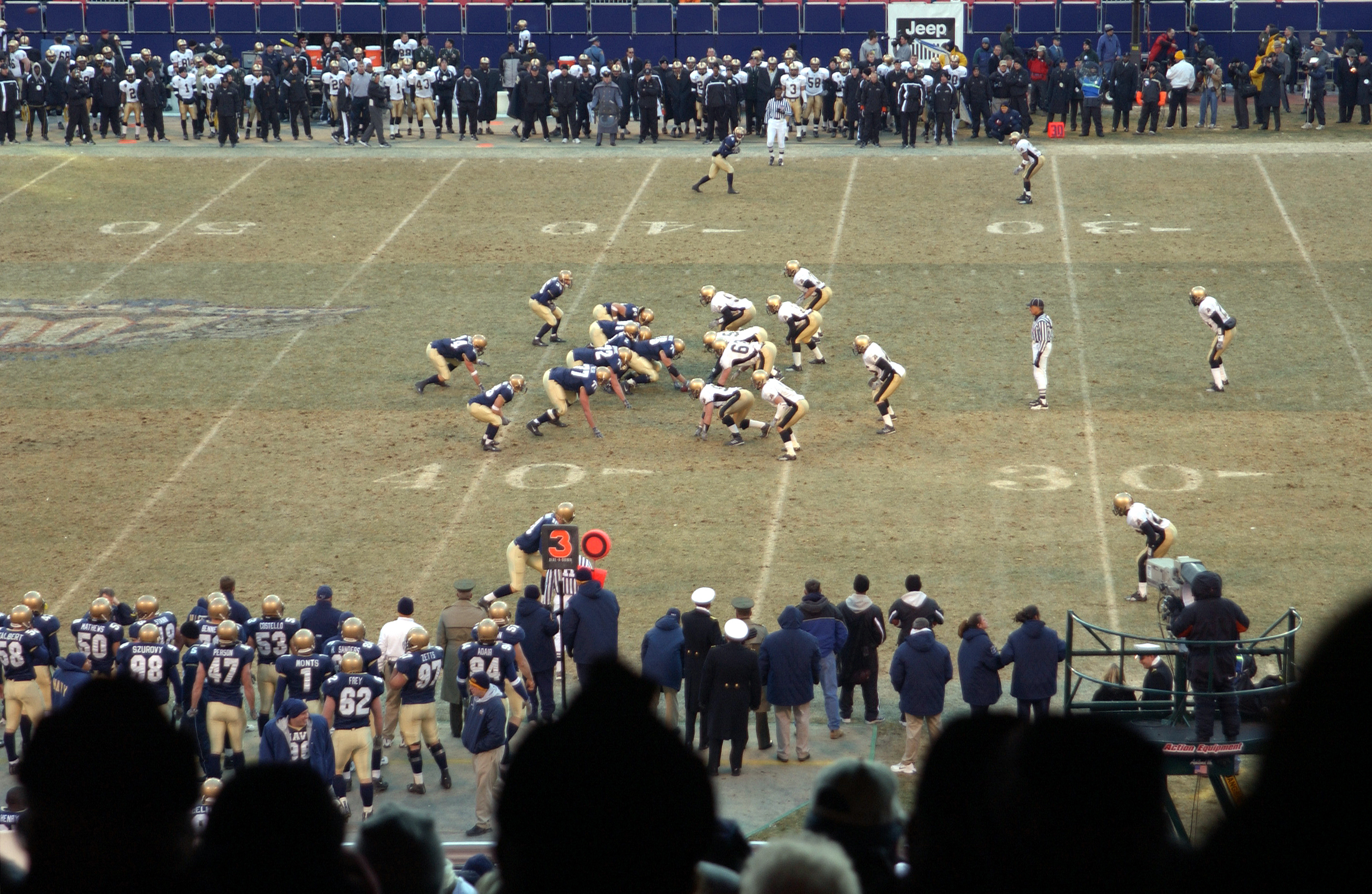
Hráči amerického fotbalu se chystají ke hře

Americký fotbal je branková sportovní hra, ve které proti sobě nastupují dva jedenáctičlenné týmy. Míč má charakteristickou oválnou podobu. Cílem týmu je získat více bodů než soupeř. Skórovat lze postupem s míčem až do soupeřovy koncové zóny (touchdown), kopem (field goal) či složením protihráče s míčem v jeho vlastní koncové zóně (safety).

## Historie
Historie amerického fotbalu začala někdy v 19. století v Anglii, kdy William Webb Ellis, hráč obyčejného fotbalu znuděný tím, že s míčem mohl manipulovat pouze nohama, se rozhodl jednoduše míč zdvihnout a běžet s ním. Přestože to bylo v rozporu s pravidly fotbalu, ostatním hráčům se to líbilo a tak se zrodilo ragby. Nový sport se rychle stal světově oblíbeným a našel si svoji cestu do Ameriky v polovině 19. století. Rozšířil se hlavně mezi univerzity na severovýchodě a netrvalo dlouho a představitelé tohoto sportu z Harvardovy a Yaleovy univerzity se roku 1876 setkali v Massachusetts, aby se dohodli na pravidlech ragby, která byla podobná jako v Anglii. Avšak existovaly v nich rozdíly: namísto kulatého míče se univerzity rozhodly používat míč vejcovitého tvaru a název tohoto sportu byl změněn z ragby na americký fotbal. Na závěr střetnutí byla vytvořena organizace International Federation of American Football (IFAF), aby předsedala tomuto americkému sportu. Americký fotbal byl však stále americkou verzí ragby. Nakonec však yaleský hráč Walter Camp přesvědčil organizaci IFAF, aby změnila několik pravidel tohoto sportu a vytvořila tak sport již velmi podobný tomu dnešnímu. Díky tomu je Walter Camp považován historiky za otce moderního amerického fotbalu.

## Pravidla
Americký fotbal hraje na každé straně 11 hráčů, kteří se mohou při přerušení libovolně střídat. Každé mužstvo má minimálně dva 11členné týmy – jeden určený pro útok – (offense) a jeden pro obrannou hru (defense). Na hřiště vždy nastupuje útok jednoho týmu proti obraně druhého a naopak. Útočící je to mužstvo, které má v držení míč. Hraje se na hřišti ve tvaru obdélníku s nafouknutým balónem ve tvaru protáhlého sféroidu. Týmy získávají body za skórování dle platných pravidel a pokud se jeden tým nevzdá, je vítězem ten tým, který má na konci hry, včetně prodloužení, více bodů.

## Hra
Snahou útoku je dosáhnout maximálního bodového zisku, tedy dosáhnout touchdown nebo alespoň field goal. Tým má 4 pokusy (downy) na překonání 10yardové vzdálenosti. Místo, odkud se rozehrávají jednotlivé akce a kolem kterého se stavějí týmy do základního postavení, se nazývá line of scrimmage. Jde o pomyslnou přímku protínající hřiště v místě, kde skončila předchozí akce. Akci začíná center přihrávkou na quarterbacka (snap), který pak buď míč hodí receiverovi (pass), nebo předá runningbackovi (run), který běží s míčem do soupeřovy endzony. Pokud se útoku podaří nejvíce na 4. pokus překonat 10yardovou hranici, získává tým opět první down a pokračuje v útoku. Pokud se však útok neposune o 10 yardů ani na čtvrtý pokus, získává míč a tím i právo k útoku soupeř.
Vlastní akce začíná v okamžiku, kdy centr na smluvený signál podá mezi nohama míč quarterbackovi, a končí v momentě, kdy obrana složí hráče s míčem, vytlačí ho do autu, hráč s míčem se dotkne země jinou částí těla než podrážkou anebo dlaní ruky. Při pasu je hra ukončena, pokud přihrávka šla mimo hřiště (out of bounds) či mimo chytajícího hráče (nebo ji hráč nezpracoval) a míč spadl na zem (incomplete pass). Útok pak přichází o jeden pokus a rozehrává se ze stejného místa jako při předchozím pokusu.
Obrana může pro svoje mužstvo získat míč při kterémkoliv pokusu útoku v následujících případech (turnover):
- Fumble – jde o vypadnutí míče hráči, jenž ho má v držení (např. při předávce mezi hráči útoku nebo vypadnutí při srážce hráče s míčem a obráncem). Pokud dojde k fumble, jedná se o volný míč a tým, který ho získá, má právo okamžitě útočit, hráč s míčem může běžet co nejdál do soupeřova pole (třeba i dosáhnout touchdown), popřípadě ho zalehnout a tím si vydobýt právo útoku na místě, kde byl míč získán (fumble recovery). Jakýkoliv útočící hráč může míč při fumblu vzít a pokračovat dál, ale při fumblu, který nastane v průběhu čtvrtého downu nebo v průběhu posledních 2 minut na konci 2. a 4. čtvrtiny, může míč získat a pokračovat s ním pouze ten hráč útoku, který fumble způsobil. Pokud se ho však zmocní jiný hráč z útočícího týmu, jedná se o tzv. mrtvý míč a obrana bude začínat svůj útok z toho místa, kde útočící hráč vzal míč (protože byl už 4. down, který je poslední). Obrana se může míče zmocnit a pokračovat s ním dál kdykoliv.

- Interception – jedná se o zachycení míče hráčem obrany při pasu, tedy při přihrávce útoku směrem vpřed. Musí ale jít o zachycení přímo ze vzduchu, pokud míč obránci vypadne, jedná se o incomplete pass a útok může pokračovat dalším pokusem. Pokud však obránce míč zachytí a udrží, je situace jako při fumble, jeho tým získává okamžitě právo útoku.

Na začátku zápasu, začátku druhé poloviny a po každém touchdownu a field goalu se provádí výkop (kickoff) z 35yardové čáry. Kdo bude kopat na začátku utkání, se určí losem, v polovině zápasu si vybírá soupeř, který prohrál los na začátku. Po touchdownu nebo field goalu vykopává mužstvo, které bodovalo, tedy doposud útočilo. Zvláštní výkop se provádí po safety, kdy vykopává mužstvo, kterého hráč byl složen v endzone a navíc musí kopat už z 20yardové čáry. Při výkopu mohou nastat tyto situace:
- kopnutý míč padne do soupeřovy endzone, nebo protne (dotkne se) goal line. V tomto případě se jedná o tzv. Touchback a přijímací tým (který bude útočit) bude své útočné pokusy začínat z 20yardové čáry,
- kdokoliv z přijímacího týmu míč chytí nebo zdvihne ze země a rozběhne se směrem k soupeřově endzone. Další útočné akce začíná jeho mužstvo z místa, kde byl hráč soupeřem složen nebo vytlačen do autu,
- kdokoliv z vykopávajícího týmu (potom, co míč překoná 10 yardů) míč chytí nebo zdvihne ze země a rozběhne se směrem k soupeřově endzone. Další útočné akce začíná jeho mužstvo z místa, kde byl hráč soupeřem složen nebo vytlačen do autu – onside kick,
- balón po výkopu opustí hřiště ještě před tím, než protne goal line, nebo se dotkne autové čáry. V tomto případě se jedná o faul a přijímací tým si může vybrat tyto možnosti :

a) vykopávající tým bude provádět znovu kickoff o 5 yardů dál, tedy na 30yardové čáře,
b) přijímací tým bude rozehrávat útok 30 yardů od místa kde byl kopnut kickoff (nejčastější volba týmů),
c) přijímací tým bude rozehrávat z toho místa kde míč opustil hřiště.
Další herní situací, která může nastat, je punt. Jedná se o kopnutí míče z ruky daleko do soupeřova pole. Útok provádí punt (většinou) tehdy, jestliže má čtvrtý pokus a z předchozích akcí je zřejmé, že se mu nepodaří získat první down, a dosud se nedostal tak blízko soupeřově brance, aby mohl kopnout field goal. Tímto kopem se útok vzdává míče a práva útočit a funkce týmu na hřišti je stejná jako při kick off. Odkopnutý míč mohou chytat jak hráči přijímacího týmu (doposud hráli obranu), tak hráči útoku. Pokud punt přeletí line of scrimmage a jakýkoliv hráč z týmu, který prováděl punt ho chytí, tak přijímací tým bude rozehrávat útok od toho místa kde hráč z vykopávajícího týmu míč chytil, nebo se ho dotkl. Pokud se však hráč vykopávajícího týmu dotkne míče před tím, než míč přeletí line of scrimmage, jedná se o fumble a může se ho zmocnit jakýkoliv tým, pokud je tato situace v souladu s pravidly fumblu. Pokud se míč dotkne jakkoliv některého z hráčů přijímacího týmu a spadne na zem, jde o tzv. volný míč a získává ho (a tím pádem i právo útoku) mužstvo, kterého hráč jako první míč zalehl. Tady je (poměrně malá) šance útoku, který punt provedl a tím se vzdal práva dále útočit, znovu získat zpět míč a pokračovat v útoku.

### Hrací čas a přestávky
Celkový čas utkání je 60 minut, rozdělený do čtyř čtvrtin po 15 minutách, s jednominutovou přestávkou mezi čtvrtinami a 12minutovou přestávkou mezi poločasy (tj. mezi druhou a třetí čtvrtinou). Některá utkání se hrají na 4 x 12 minut. V tomto sportu se hraje na čistý čas.
- Rozhodčí zastavuje čas v případě, že útočící hráč vyběhne (nebo je vytlačen) do autu (tzv. out of bounds).
- Rozhodčí zastaví čas v případě, že útočící tým nezkompletuje přihrávku.
- Čas je zastaven v případě, že jeden z týmu skóruje (touchdown, field goal, safety).
- Čas je zastaven v případě, že si jeden z týmu vybere timeout (každý tým má 3 timeouty na poločas).
- Čas je zastaven v případě, když se rozhodčí „potřebují poradit“ (např. při zkoumaní videozáznamu, měření prvního downu, posuzování faulů).
- Časomíra se zastaví v případě, že je potřeba ošetřit zraněného hráče.
- Časomíra je zastavena v případě, že si týmy vyměňují pozice (útočící tým jde bránit, bránící tým útočit).
- Rozhodčí zastaví čas v případě komerční přestávky.
- Čas je automaticky zastaven v druhé a čtvrté čtvrtině, jestliže zbývají dokonce utkání 2 minuty (tzv. two-minute warning).
- Rozhodčí nechá čas puštěný, když se hráči útoku posunou nebo ztratí yardy.

## Skórování
- Touchdown – 6 bodů – akce, při které hráč donese míč do endzone soupeře nebo v endzone přijme přihrávku vzduchem (pass od svého quarterbacka). Po touchdownu má tým možnost dalšího bodování. Rozehrává se z 2yardové čáry a mužstvo může bodovat dvěma způsoby:
  - Conversion – 2 body – tým má jeden pokus (down) na rozehrání normální akce a skórování touchdownu;
  - Extra point – 1 bod – kop ze země do brány.
- Field goal – 3 body – kop ze země do brankové konstrukce (háčka), provedený odkudkoli ze hřiště.
- Safety – 2 body – tímto způsobem může skórovat obrana. Jde o složení útočícího hráče s míčem v jeho vlastní endzone. Nastane také při situaci, kdy útočící tým provádí punt a míč zblokuje bránící tým a míč skončí v autu v útočící endzone.

## Hrací pole

Čísla na hřišti značí počet yardů k bližší koncové zóně

Americký fotbal se hraje na obdélníkovém hřišti (trávníku nebo umělém povrchu) dlouhém 120 yardů a širokém 53,3 yardů (1 yard = 0,914 m), které je pravidelně rozděleno na 12 desetiyardových pásem. Dvě krajní pásma se nazývají end zone – koncové zóny. Jednotlivé čáry jsou označeny od středu směrem ke koncovým zónám postupně 50, 40, 30, 20, 10 yardů. Čára, kterou začíná end zone, se nazývá goal line – gólová čára a na konci endzone stojí branky. Každá branka se skládá ze dvou bílých nebo žlutých, alespoň 9 m vysokých vertikálních sloupů, spojených ve výšce 3 m nad zemí stejně barevnou horizontální tyčí.

## Míč
- Obal je ze čtyř kusů kůže ve tvaru zrna, které krom švů nevykazují žádné nepravidelnosti.
- Míč má jeden velký šev, s osmi šněrováními.
- Barva míče je přirozeně hnědá.
- Na polovině, kde se nachází šněrování, jsou namalovány dva bílé pruhy.
- Je napumpován na tlak 0,85 – 0,92 atm.
- Hmotnost míče je mezi 400 – 425 g.

## Hráči a herní výstroj

### Číslování hráčů
Hráči mohou mít čísla v rozmezí 1 – 99. Jakékoliv číslo, kterému by předcházelo číslo 0 je neplatné. (V současné době NFL nabízí hráčům možnost vrátit se ke svým číslům z Univerzitních týmů za příplatek.)

### Barvy
Hráči soupeřících družstev musí mít dresy odlišných barev s tím, že hostující tým má světlou barvu dresů. Světlou barvu dresů může mít i domácí tým, pokud se tak týmy dohodly před začátkem sezóny. Hráči jednoho týmu musí mít stejnou barvu i design dresů.

### Předepsaná výstroj
- Ochranné mřížky na obličej
- Chrániče ramen, kyčlí s kostrčním ochranným prvkem a stehenní chrániče
- Dobře viditelná ochrana chrupu (nesmí být použita bílá a průhledná barva), která pokrývá všechny zuby horní čelisti. Je doporučeno, aby tento chránič zubů přesně seděl v ústech hráče
- Dres s rukávy, který úplně překrývá chrániče ramen, je z odolného materiálu a vyhovuje pravidlům. Dres musí být dlouhý a zastrčený do kalhot. Souběžně se nesmí nosit jiná trička nebo druhý dres během zápasu
- Na dresu musí být jasně viditelná, trvanlivá čísla v arabském stylu
- Všichni hráči jednoho týmu musí nosit zjevně viditelné sportovní ponožky nebo pokrývku nohou, které jsou identické jak v barvě a designu tak i v délce

## Definice a slang
- Živý míč: Živý míč je míč ve hře. Pokud se míč při pasu, kopu nebo fumble ještě nedotkl země, jedná se o živý míč v letu
- Mrtvý míč: Mrtvý míč je míč mimo hru
- Volný míč: Pokud míč není v držení hráče, je volný míč živým míčem při:

1. běhu
2. scrimmage nebo free kick (volný kop) předtím, než dojde k získání nebo znovu nabytí míče nebo když se dle pravidel jedná o mrtvý míč
3. dopředném legálně zahraném pasu v intervalu mezi dotknutím míče a dokončením (complete), nedokončením (incomplete) nebo zachycením pasu protihráčem (intercepted)
4. všichni hráči mají právo dotknout se, chytit nebo zmocnit se míče, který je volným míčem z fumble nebo z přihrávky vzad. Právo dotknout se volného míče z kicku (kop) se řídí pravidly pro kick a právo dotknout se míče při dopředné pasu se řídí pravidly pro pasy

- Blokování: Blokování je bránění protihráče přímým kontaktem jakoukoliv částí těla blokujícího hráče
- Pancake Block: Když blokující hráč shodí svým blokem soupeře na zem
- Interception: Nastává když bránící hráč zachytí přihrávku vzduchem. Může dále pokračovat v útoku
- Faul a přestupek: Faul a přestupek jsou porušení pravidel, za které je nařízena penalta (trest). Přestupek je porušení pravidel, za které není nařízena penalta, a který není roven trestu za faul
- Fumble: Fumble je každá akce, kromě pasu dopředu, kopu, nebo úspěšného držení míče, při které hráč ztrácí míč ze svého držení a znamená tak volný míč. Při pasové hře může dojít k fumble tehdy, jestliže receiver byl tacklovan tak, že měl balón pevně pod kontrolou a dopadl nohama na zem, a míč poté upustil. Při běhu, kdy se hráč (RB – running back) protlouká polem obránců a míč mu vypadne z rukou dříve, než se stačí dotknout kolenem země, nebo při špatné předávce od QB (quarter backa). U passové hry: pokud se jedná o pitch (pitch: přihrávka QB na RB spodem – vždy ve vlastním poli) a RB nezachytí tuto přihrávku, jedná se o fumble. Při puntu, viz punt

- Muff: Muff je neúspěšná snaha o chytnutí nebo zalehnutí (recovery) míče, který je během této snahy dotknut
- Batting: Batting míče je úmyslné zasažení míče nebo úmyslná změna směru letu míče rukou nebo paží
- Huddle: Huddle je seskupení dvou a více hráčů mezi signálem „připraveno ke hře“ a před provedením snap nebo volného kopu
- Hurdling: Hurdling je pokus hráče při pohybu vpřed přeskočit jednou nebo oběma nohama nebo koleny přes soupeře, který je stále na svých nohou

## Kopy

### Dovolené a nedovolené kopy
Kopáním se rozumí úmyslný úder do míče kolenem, holením nártem nebo chodidlem.
- Dovolený kop je punt, drop-kick, place-kick provedený ve shodě s pravidly hráčem útočícího družstva. Jakékoliv jiné formy kopů jsou nedovolené.
- Kterýkoliv volný kop nebo scrimmage kop je kopem až do okamžiku, dokud není míč chycen nebo zalehnut hráčem nebo dokud se nestane mrtvým.

#### Punt
Punt je kop, kdy hráč pustí míč a kopne jej dříve, než dopadne na zem.

#### Drop-kick
Drop-kick je kop, kdy hráč upustí míč a kopne jej v okamžiku kdy se míč dotkne země.

#### Place-kick
- V případě field goal je place-kick kop provedený hráčem týmu, který má míč v držení, přičemž míč je na zemi a je přidržován (kontrolován) jeho spoluhráčem.
- V případě free kick je place-kick kop provedený hráčem týmu, který má míč v držení, přičemž míč je umístěn na speciálním podstavci pro míč nebo je na zemi. Může být přidržován spoluhráčem.
- Podstavec pod míč je pomůcka, která vyzdvihuje míč od země za účelem kopu. Nesmí vyzdvihnout nejnižší bod míče více než 5 cm nad povrch země.

#### Free-kick
Free-kick je kop provedený hráčem týmu, který má míč v držení.

#### Kick-off
Kick-off je free-kick, kterým začíná každý poločas a kterým se otvírá hra po extra-point nebo field-point. Tento kop musí být proveden formou place-kick nebo drop-kick.

#### Scrimmage kick
Scrimmage kick je kop, který je proveden z neutrální zóny, nebo z prostoru před neutrální zónou. Může být proveden pouze před tím, než dojde k výměně držení míče mezi družstvy. Tento kop projde neutrální zónou teprve v okamžiku, kdy spadne na zem, nebo se jej dotkne hráč, rozhodčí nebo cokoliv jiného za neutrální zónou.

#### Return-kick
Return-kick je kop provedený hráčem týmu B, který má míč v držení, poté, co se ho zmocnil ve stejném downu, který započal tým A, a provedl kop. Jedná se o zakázaný kop – live-ball faul, míč se stává mrtvým.

#### Touchback
Nastává, jestliže hráč chytí míč ve vlastní end zone a zaklekne, poté začíná jeho tým útočit na vlastních 20 yardech.

## Soutěže

### Mezinárodní soutěže
- Mistrovství světa v americkém fotbale
- Mistrovství Evropy
- Pohár EFAF

### AFL
je elitní liga amerického fotbalu v Rakousku, která byla založena v 1984 a hraje podle pravidel americké NCAA.

### XFL
XFL je profesionální liga amerického fotbalu s inovativními pravidly a vylepšeným zážitkem ze 360 her. První sezóna byla odehrána v roce 2020.

### GFL
- Je nejvyšší liga amerického fotbalu v Německu.[2]

### ELF
- European League of football (ELF) Je první plně profesionální liga amerického fotbalu v Evropě.[3]Od sezóny 2025 hraje European League of football 16 týmů z toho jeden český a to Prague Lions.[4]

### NFL
National Football League (NFL)  je nejvyšší profesionální liga amerického fotbalu hraná ve Spojených státech amerických

### České ligy amerického fotbalu
V České republice jsou první zmínky datovány od roku 1990, kdy prvotní aktivita Martina Vobořila vedla k založení prvního týmu – Prague Lions. Česká Asociace Amerického Fotbalu, byla založena v roce 1994 odkdy se koná pravidelně soutěž o mistra ČR. Historický nejúspěšnějším týmem jsou Prague Panthers (12x mistr, 4x vicemistr) a Prague Lions (4x mistr, 8x vicemistr). Ligy hraje v současnosti[kdy?] více než 20 týmů rozdělených do 3 soutěží:
- ČLAF (8 týmů): Vysočina Gladiators, Přerov Mammoths, Ostrava Steelers, Ústí nad Labem Blades, Bratislava Monarchs, Nitra Knights, Znojmo Knights, Pardubice Stallions
- 2. liga amerického fotbalu (9 týmů): Příbram Bobcats, Třinec Sharks, Pilsen Patriots, Prague Mustangs, Bělá Raiders, Prague Lions 2, Brno Sigrs, Brno Aligators, Jičín Hurricanes
- 3. liga (7 týmů): Tábor Foxes, Zlín Golems, Šumperk Dietos, Hradec Králové Dragons, Trutnov Rangers, Karlovy Vary Warriors, Nymburk Apes
- Česká juniorská liga existuje od roku 2002. Historicky nejúspěšnějším juniorským týmem je tým Prague Lions, který vyhrál celkem 6 titulů za posledních 9 let

## Asociace

### Mezinárodní
- Mezinárodní federace amerického fotbalu / International Federation of American Football (IFAF)
  - European Federation of American Football (EFAF)
  - Pan American Federation of American Football (PAFAF)
  - Asian Federation of American Football (AFAF)
  - Oceania Federation of American Football (OFAF)

### Národní
- Česká asociace amerického fotbalu (ČAAF)

## Zdraví
Hráči často trpí chronickou traumatickou encefalopatií.